# Club de Membres Compromesos Sense Partit
Club de Membres Compromesos Sense Partit (txec Klub Angažovaných Nestraníků, KAN) fou un petit partit polític de caràcter liberal de la República Txeca fundat per Rudolf Battěk.

## KAN '68
Originalment va ser fundat durant la Primavera de Praga el 1968 per 144 prominents intel·lectuals txecoslovacs i com a organització activista independent amb el propòsit de demanar un programa de reformes. Es va comprometre amb els drets humans i la igualtat civil, el pluralisme polític i els principis consagrats en la Declaració Universal dels Drets Humans feta per les Nacions Unides. Durant el seu apogeu es va afirmar que tenia gairebé 15.000 membres. L'Exèrcit soviètic el va prohibir oficialment el setembre de 1968.

## KAN '90
Després de la Revolució de Vellut de 1989 el KAN es reorganitzà com a partit polític el 1990, però a les eleccions legislatives txeques de 1992 només va obtenir el 2,7% dels vots i sempre es mantingué extraparlamentari.

## Resultats electorals

### Eleccions legislatives
| Any                                            | Vots    | %    | Escons  | +/- | Govern            |
| ---------------------------------------------- | ------- | ---- | ------- | --- | ----------------- |
| 1992                                           | 174,006 | 2.69 | 0 / 200 | Nou | Extraparlamentari |
| No s'hi van presentar a les següents eleccions |         |      |         |     |                   |
| 2013                                           | 293     | 0.01 | 0 / 200 | Nou | Extraparlamentari |
| No s'hi van presentar a les següents eleccions |         |      |         |     |                   |

### Parlament Europeu
| Any  | Vots  | %    | Escons | +/- |
| ---- | ----- | ---- | ------ | --- |
| 2014 | 2,379 | 0.16 | 0 / 21 | Nou |
| 2019 | 2,580 | 0.11 | 0 / 21 | =   |
| 2024 | 4,561 | 0.15 | 0 / 21 | =   |